# ジークリンデ (デコイ)
ジークリンデ（Sieglinde）は、第二次世界大戦中に、ドイツのUボートによって使われたソナーデコイ。

## 解説
ジークリンデはUボートの側面にある収納室に収容され、索敵装置のソナー装置から隠れようとするときにボートからかなり離れたところまで射出することができた。ジークリンデは電気モーターを搭載しており、6ノット（時速11km、6.9mph）で移動し、周期的に上昇または潜行することで、潜水艦から返ってくるソナー音波を模倣することができた。これにより、本物のUボートは追撃してくる艦船から静かに逃げることができた。通常、ピレンヴェルファー（独: Pillenwerfer、英：pill thrower 錠剤投下の意味）またはボールドデコイと組み合わせて使用された。